# دينيسي كولستاد
دينيسي كولستاد هو لاعب هوكي الجليد كندي، ولد في 16 يونيو 1968 في إدمونتون في كندا.

## وصلات خارجية
- دينيسي كولستاد على موقع دوري الهوكي الوطني (الإنجليزية)
- دينيسي كولستاد على موقع قاعة مشاهير الهوكي (لاعب أن.إتش.أل) (الإنجليزية)
- دينيسي كولستاد على موقع EliteProspects.com (الإنجليزية)
- دينيسي كولستاد على موقع HockeyDB.com (الإنجليزية)
- دينيسي كولستاد على موقع Hockey-Reference.com (الإنجليزية)